# Gotti Maras
Gotti Maras, de son vrai nom Josias Roulez Matari, né le 26 décembre 1996 dans la commune d'Ixelles en Belgique, est un rappeur et ancien footballeur belgo-congolais.

## Biographie

### Jeunesse et formation
Gotti Maras de son vrai nom Josias Roulez est un rappeur bruxellois reconnu pour son influence sur la scène drill en Belgique. Né le 26 décembre 1996 à Ixelles, il possède la double nationalité belge et congolaise. Avant de se consacrer à la musique, il a été formé au JMG Academy Lier et au Lierse SK, évoluant au poste d'ailier droit. Sa carrière professionnelle l'a mené à l'UR La Louvière et au Walhain, en 2ᵉ Nationale ACFF, avant qu'il ne mette fin à sa carrière footballistique en janvier 2019,.
Depuis son plus jeune âge, Gotti avait une passion pour l'écriture et la musique. Bien qu'il ait d'abord suivi une voie sportive, il écrivait déjà des textes à l'âge de 10 ans, ce qui a naturellement évolué vers une carrière musicale. Sa transition vers le rap s’est faite de manière progressive, et le football a été une première école de discipline qui l’a préparé à la rigueur qu'il met aujourd’hui dans sa musique.

### Carrière
Avec la sortie de BX Drill Gotti Maras gagne en notoriété. Il multiplie les sorties de nouvelles versions de BX Drill, dont BX Drill 5, dont le clip fait polémique en 2021, en collaboration avec le rappeur français Leto. Il apparait dans des séries de freestyles réputés au Royaume-Uni tels que Hardest Bars et Plugged In de Fumez the Engineer,.
En parallèle, il fonde son propre label, Lucid Records. Le label est distribué par Warner, il conserve cependant la propriété des masters, une décision stratégique pour protéger sa musique et son indépendance artistique.
En 2022, Gotti Maras sort les volets 6 et 7 de sa série BX Drill. Le sixième épisode est réalisé en collaboration avec Fresh LaDouille. Sur une production drill, les deux artistes évoquent des réalités de rue. Le clip, tourné par Kespey, les met en scène entourée de leur équipe, avec une apparition de Malty 2BZ. Le septième épisode de la série poursuit dans la même veine, avec un style direct et énergique. Il s’inscrit dans la continuité d’une série qui cumule plus de 15 millions de vues et a contribué à établir Gotti Maras comme l’un des noms les plus visibles de la scène drill en Belgique. Parallèlement, il collabore avec Koba LaD sur un autre morceau, On s’est compris, qui se distingue par une production plus mélodique, éloignée du format habituel de la série.
En octobre 2024, lors de la 9ᵉ édition des Golden Afro Artistic Awards au Théâtre Flagey, il est honoré du Prix du Stream pour avoir atteint plus de 30 millions de streams sur Spotify. Cette distinction souligne son impact croissant sur la scène musicale belge et internationale.

## Polémique et controverses

### Tire à la kalachnikov dans un clip (2021)
Le 9 octobre 2021, lors du tournage de son clip du morceau Bx Drill 5 en collaboration avec Leto, des images ont circulé sur les réseaux sociaux montrant un individu masqué, tirant en l'air avec une arme ressemblant à une kalachnikov depuis un balcon situé chaussée d’Anvers à Bruxelles,.
La police de Bruxelles-Capitale-Ixelles a ouvert une enquête pour déterminer si l'arme était réelle et pour établir les circonstances précises du tournage. Une demande d'autorisation pour le clip avait été soumise, mais elle a été refusée en raison d'informations insuffisantes concernant le contenu prévu et l'utilisation d'armes à feu non déclarées,.

### Condamnation pour mise en danger de la vie d’autrui (2019-2021)
En novembre 2021, il est condamné par la justice belge à verser une indemnisation de 2 500 euros à un policier qu'il a  failli écraser lors d'un incident survenu en 2019. Selon l'article publié par La Dernière Heure le 9 novembre 2021, cette indemnisation, destinée à compenser le dommage moral subi par le policier, n’a pas encore été réglée par le rappeur.

## Discographie

### Apparitions
2019 : 
- Jones Cruipy avec Ads La Folie, Forman & Gotti Maras - Dans le Mille

2020 :
- Aze2dine - Ailleurs

2021 : 
- Gutti - Diego Armando (sur l'EP New State)
- Negrito - Purge 6
- Fumez the Engineer - Plugged in
- BLK140 - Couvert (sur l'album Loading...)

2022 : 
- Smahlo - Trahison (sur l'album Horizon)

2024 : 
- So La Zone - Trafiquant (sur l'album De la cellule au château)
- emanuelino avec Helmi sa7bi & Gotti Maras - Criminel (sur l'album Medley)
- Fresh - Fumar Mata (sur l'album P.M.R.)
- Dogg Radio - Big M (sur l'album Dogg Radio Vol.1)

2025 : 
- Jocky Lucky - Lien de sang/Hoodlum

## Distinctions
| Année | Cérémonie                   | Travail nommé | Catégorie      | Résultat |
| ----- | --------------------------- | ------------- | -------------- | -------- |
| 2024  | Golden Afro Artistic Awards | Gotti Maras   | Prix du stream | Lauréat  |